# Bitche
Bitche é uma comuna francesa na região administrativa de Grande Leste, no departamento de Mosela. Estende-se por uma área de 41,13 km². Em 2010 a comuna tinha 5 135 habitantes (densidade: 124,8 hab./km²).